# Janata Dal (United)
Janata Dal (United) este un partid politic din India.
Liderul partidului este Nitish Kumar.
La alegerile parlamentare din anul 2004, partidul a obținut 9 924 209 de voturi (2.6 %, 8 locuri).